# Hermann Friedrich Bonorden
Hermann Friedrich Bonorden (28 août 1801 - 19 mai 1884) était un médecin et mycologue prussien.

## Publications
- Bonorden, H.F. Classification der gesammten Krankheiten des Menschen nach ihrem Wesen, nebst Erläuterungen
- Bonorden, H.F. (1834). Die Syphilis, pathologisch-diagnostisch und therapeutisch
- Bonorden, H.F. (1838). Neue und sichere Methoden die verschiedenen Formen des Nervenfiebers zu heilen
- H.F. Bonorden, Handbuch der Allgemeinen Mykologie als Anleitung zum Studium Derselben, nebst Speciellen Beiträgen zur Vervollkommnung dieses Zweiges der Naturkunde. i-xii, 1-336., Stuttgart, E. Schweizerbart, 1851 (DOI 10.3931/e-rara-17786, lire en ligne).
- Bonorden, H.F. (1853). Beiträge zur Mykologie. Botanische Zeitung 11: 281-296.
- Bonorden, H.F. (1857). Die Gattungen Bovista, Lycoperdon und ihr Bau [cont.]. Botanische Zeitung 15: 609-[611].
- Bonorden, H.F. (1864). Abhandlungen aus dem Gebiete der Mykologie 1: viii, 168 pp., 2 tabs. Germany, Halle.